# Salvador Jorge Blanco
José Salvador Omar Jorge Blanco (5 de juliol de 1926 - 26 de desembre de 2010) va ser un polític, advocat i escriptor dominicà. President de la República Dominicana en el període 1982-1986, succeint a Jacobo Majluta del seu propi partit. Va ser senador pel Santo Domingo entre 1978-1982. Comunament anomenat Jorge Blanco.
Considerat per molts com un dels líders polítics més prometedors en la República Dominicana. No obstant això, després d'una sessió de llargs interrogatoris i una ordre d'arrest per càrrecs de corrupció, Jorge Blanco va fugir a l'ambaixada de Veneçuela el 30 d'abril de 1987, procurant asil polític. Jorge Blanco ha estat l'únic president dominicà sotmès a la justícia.

## Primers anys, estudis i trajectòria política
Jorge Blanco va néixer a Santiago el 5 de juliol de 1926, fill de Dilia Limbert Blanco Polanco (†1988) i de Pedro María Jorge Arias (Licey, 1898–Santiago, 1982). Va fer els seus estudis primaris en el Col·legi Ercilia Pepín, i superiors en el liceu Ulisses Francisco Espaillat. L'agost de 1950, es va graduar en Dret a la Universitat Autònoma de Santo Domingo. El 1951, va obtenir el doctorat per la Universitat Complutense de Madrid, amb un postgrau en l'especialitat de Dret Internacional. Jorge Blanco va ser músic, destacant-se en instruments com el piano i violoncel.
El 1961, va obrir un bufet d'advocats després del derrocament de la dictadura de Rafael Trujillo, immediatament s'inicia en la vida política com a membre del partit Unió Cívica Nacional.
El 1963, després del cop d'estat al president Juan Bosch, es va unir al moviment civil que procurava la tornada de la constitucionalitat dominicana.
El 1964, va ingressar al Partit Revolucionari Dominicà, on va ocupar diversos càrrecs en la Comissió Política i el Comitè Executiu Nacional d'aquest.
El 1977 va ser candidat a la presidència pel PRD, sent derrotat per Antonio Guzmán Fernández. També va intervenir en la redacció de l'Acta Constitucional i de l'Acta de Reconciliació Dominicana. Aquest mateix any va ser elegit president del PRD, culminant el 1979. Va ser membre de la Comissió Codificadora que va preparar el projecte de Codi de Comerç entre 1975 i 1979.
El 16 d'agost de 1982, va ser elegit president de la República Dominicana amb un 46,7% dels vots, enfront del 39,2% obtingut per Joaquín Balaguer i el 9,8% de Juan Bosch.

## Assajos
- Formularios en las vías de ejecución (1969)
- Introducción al Derecho
- Guerra, revolución y paz
- La unidad de jurisdicción analizada en el ejercicio de la acción pública y la acción civil (1986)
- Duarte, Espaillat y Hostos (1986)
- Archipiélago de intereses (1986)
- Batallas nacionales (1986)

## Honors
Va ser doctor honoris causa per les següents universitats:
- Pontificia Universidad Católica Madre y Maestra (1983)
- Universidad de Carolina del Sud (1984)
- Universidad de Río Piedras a Puerto Rico (1986)